# Никарагуа на летних Олимпийских играх 1972
Никарагуа принимала участие в Летних Олимпийских играх 1972 года в Мюнхене (ФРГ) во второй раз за свою историю, но не завоевала ни одной медали. Сборная страны состояла из 7 мужчин и 1 женщины.
Руссель Карреро Трехос стала первой женщиной, представлявшей Никарагуа на Олимпийских играх.

### Бокс
- Salvador Miranda
- René Silva

### Дзюдо
- Erwin García

### Лёгкая атлетика
| Мужчины - Rodolfo Gómez - Francisco Menocal - José Esteban Valle - Дональд Велес | Женщины - Руссель Карреро |